# Truckee (Californië)
Truckee is een plaats (town) in de Amerikaanse staat Californië, en valt bestuurlijk gezien onder Nevada County. De plaats lag aan de Transcontinental Railroad en had de naam Colburn Station. In 1886 werden de ca. 1400 Chinese inwoners uit het dorp verdreven.

## Demografie
Bij de volkstelling in 2000 werd het aantal inwoners vastgesteld op 13.864.
In 2006 is het aantal inwoners door het United States Census Bureau geschat op 16.084, een stijging van 2220 (16.0%).

## Geografie
Volgens het United States Census Bureau beslaat de plaats een oppervlakte van
87,7 km², waarvan 84,3 km² land en 3,4 km² water. Truckee ligt op ongeveer 1813 meter boven zeeniveau.

## Plaatsen in de nabije omgeving
De onderstaande figuur toont nabijgelegen plaatsen in een straal van 32 km rond Truckee.

## Geboren
- Marco Sullivan (1980), alpineskiër
- Justin Reiter (1981), snowboarder
- Bryce Bennett (1992), alpineskiër